# McVille
La ville américaine de McVille est située dans le comté de Nelson, dans l’État du Dakota du Nord. Lors du recensement de 2010, elle comptait 349 habitants.

## Histoire
McVille a été fondée en 1906. Le nom provient du fait que beaucoup de familles des premiers habitants avaient des noms en « Mc ».

## Démographie
| 1910 | 1920 | 1930 | 1940 | 1950 | 1960 |
| ---- | ---- | ---- | ---- | ---- | ---- |
| 310  | 546  | 513  | 548  | 626  | 551  |

| 1970 | 1980 | 1990 | 2000 | 2010 | - |
| ---- | ---- | ---- | ---- | ---- | - |
| 583  | 626  | 559  | 470  | 349  | - |

## Source
- (en) Cet article est partiellement ou en totalité issu de l’article de Wikipédia en anglais intitulé « McVille, North Dakota » (voir la liste des auteurs).